# Folkert Bock
Folkert Bock (døbt 21. oktober 1632 i Dokkum, død 13. januar 1696 i Leeuwarden) var en frisisk maler. Han giftede sig i Leeuwarden i 1682 og blev borger i Leeuwarden i 1683.
Han er kendt som en maler af rytterkampe og italienske landskaber. Værker af ham befinder sig nu i Frysk Museum.